# Timerliit
Timerliit [tˢiˌmɜˈɬːiːt] (nach alter Rechtschreibung Timerdlît) ist eine grönländische Schäfersiedlung im Distrikt Narsaq in der Kommune Kujalleq.

## Lage
Timerliit liegt inmitten des Seengebiets Tasikuluulik (Vatnahverfi), umgeben von anderen Schäfersiedlungen. Der nächste größere Ort ist Igaliku, das 16 km nördlich liegt. Die Siedlung liegt im UNESCO-Weltkulturerbe Kujataa und weist Ruinen der Grænlendingar auf. Zudem ist Timerliit die einzige Siedlung Grönlands, in der Rinder gehalten werden.

## Bevölkerungsentwicklung
Timerliit ist erst seit 1992 bewohnt. Zwischenzeitlich hatte die Siedlung ein Dutzend Bewohner, aber bei der letzten Zählung waren es nur noch vier. Einwohnerzahlen der Schäfersiedlungen sind letztmals für 2013 bekannt. Timerliit wird statistisch unter „Farmen bei Igaliku“ geführt.